# دافع جنسي
الشَّبَق أو الدافع الجنسي أو اللبيدو (بالإنجليزية: libido)‏ هي رغبة الشخص الجنسية عمومًا أو رغبته في ممارسة نشاط جنسي. تتأثر الشهوة الجنسية بعوامل بيولوجية، ونفسية، واجتماعية. من الناحية البيولوجية، تنظم الهرمونات التناسلية والناقلات العصبية المرتبطة بها والتي تعمل وفقًا للنواة المتكئة (التستوستيرون أولًا ثم الدوبامين) الرغبة الجنسية لدى البشر. قد تؤثر عوامل اجتماعية، مثل: العمل، والأسرة، وعوامل نفسية داخلية، مثل: الشخصية، والإجهاد، على الرغبة الجنسية.
يمكن أن تتأثر الرغبة الجنسية بعوامل أخرى، مثل: الحالات الطبية، والأدوية، وأسلوب الحياة، والقضايا المتعلقة بالعلاقة، والسن (على سبيل المثال: البلوغ). قد يعاني الشخص الذي تتواجد لديه رغبة جنسية مستمرة بإفراط أو تتزايد فجأة من فرط النشاط الجنسي، في حين يكون العكس إشارة لاحتمالية الإصابة باضطراب الرغبة الجنسية قاصر النشاط.
ربما يكون لدى الشخص رغبة في ممارسة الجنس، ولكن لا تتاح له الفرصة لإشباع تلك الرغبة، أو قد يمتنع لأسباب شخصية أو أخلاقية أو دينية عن القيام بسلوك جنسي تبعًا لهذه الرغبة. من الناحية النفسية، يمكن كبت أو تصعيد رغبة الشخص الجنسية. وبالمقابل، يمكن أن يمارس الشخص نشاطًا جنسيًا دون وجود رغبة حقيقية له في فعل ذلك. تؤثر عوامل متعددة في الرغبة الجنسية، من ضمنها: الإجهاد، والمرض، والحمل، وغيرها. وجدت نشرة في عام 2001 أن الرجال -في المتوسط- لديهم رغبة أكبر من النساء في ممارسة الجنس.
غالبًا ما تكون الرغبات الجنسية عاملًا مهما في تكوين العلاقات الحميمة بين البشر والمحافظة عليها. يمكن أن يؤثر ضعف الرغبة الجنسية أو فقدانها سلبًا في العلاقات. قد يحدث مشكلات في العلاقة إذا استمر التغير في الرغبات الجنسية لأي شريك فيها. قد تكون الخيانة الجنسية إشارة إلى أن الرغبات الجنسية المتغيرة لدى الشريك لم يعد من الممكن إشباعها في إطار العلاقة الحالية. يمكن أن تنشأ مشاكل بسبب تباين الرغبات الجنسية بين الشريكين، أو ضعف في التواصل بين الشريكين ذوي الاحتياجات والميول الجنسية المتفاوتة.

## المنظورات النفسية

### التحليل النفسي
عرف سيغموند فرويد -والذي يعد منشئ الاستخدام الحديث للكلمة- الرغبة الجنسية بأنها «الطاقة، والتي تُعامَل على أن لها مقدارًا كميًا…لتلك الغرائز التي لها علاقة بكل ما قد يكون متضمنًا تحت كلمة «حب». إنها الطاقة أو القوة الغريزية، والموجودة في ما أطلق عليه فرويد الهو وهو الهيكل اللاواعي بشدة للنفس. أوضح أيضًا أنها تشبه الجوع، والرغبة في السلطة، وما إلى ذلك؛ مُصرًا على أنها غريزة أساسية فطرية في كل البشر.
وضع فرويد فكرة سلسلة أطوار النمو النفسي الجنسي التي تركز فيها الرغبة الجنسية على مناطق مختلفة مثيرة للشهوة الجنسية: الأولى في المرحلة الفمية (وهي الإحساس بالإشباع الجنسي في الفم عن طريق الرضع أو التقبيل)، والثانية هي المرحلة الشرجية (يستمد الطفل فيها المتعة من خلال السيطرة على حركة الأمعاء)، الثالثة هي المرحلة القضيبية (تتركز الرغبة الجنسية للرضيع على أعضائه التناسلية)، والرابعة هي المرحلة الكامنة التي يخمد خلالها لهيب الرغبة الجنسية، والمرحلة الخامسة والأخيرة وهي المرحلة التناسلية والتي يصلها الفرد بسن البلوغ. أضاف كارل أبراهام فيما بعد تقسيمات فرعية في كل من المرحلتين الفمية والشرجية.
أشار فرويد إلى أن هذه الدوافع الجنسية الليبيدية يمكن أن تتعارض مع الأعراف السلوكية الحضارية، ممثلة في الأنا العليا. إنه الاحتياج للتكيف مع المجتمع والسيطرة على الرغبة الجنسية التي تؤدي إلى التوتر والاضطراب لدى الفرد، ما يدفع إلى استخدام دفاعات الأنا لتبديد الطاقة النفسية لهذه الاحتياجات غير الملباة واللاواعية في الغالب إلى أشكال أخرى.

## تاريخ
استخدم هذا المصطلح الطبيبُ النمساوي سيغموند فرويد كان يهدف إلى إبراز قيمة الغرائز الطبيعية وجعلها المؤثر الأول في السلوك الإنساني.